# Botrivier
Botrivier è una cittadina sudafricana situata nella municipalità distrettuale di Overberg nella provincia del Capo Occidentale. Sorge sulle rive del fiume Bot, dal quale prende il nome.